# Gabriele Cattani
| 8051 Pistoria[1]         | 13 de agosto de 1997    |
| 11625 Francelinda[1]     | 20 de outubro de 1996   |
| 12840 Paolaferrari[1]    | 6 de abril de 1997      |
| 13200 Romagnani[1]       | 13 de março de 1997     |
| 14486 Tuscia[1]          | 4 de outubro de 1994    |
| 14964 Robertobacci[1]    | 2 de novembro de 1996   |
| 16683 Alepieri[1]        | 3 de maio de 1994       |
| 23547 Tognelli[1]        | 17 de fevereiro de 1994 |
| 27917 Edoardo[1]         | 6 de novembro de 1996   |
| 29443 Remocorti[1]       | 13 de julho de 1997     |
| 33010 Enricoprosperi[1]  | 11 de março de 1997     |
| 39748 Guccini[1]         | 28 de janeiro de 1997   |
| 42523 Ragazzileonardo[1] | 6 de março de 1994      |
| (79212) 1994 ET[1]       | 6 de março de 1994      |
| (85439) 1997 EP40[1]     | 13 de março de 1997     |
| (152583) 1994 TF[1]      | 4 de outubro de 1994    |
| 1. 1 com Luciano Tesi    |                         |

Gabriele Cattani é um astrônomo italiano. Ele descobriu e co-descobriu alguns asteroides, incluindo o 8051 Pistoria.